# Larhodius hashimi
Larhodius hashimi är en skalbaggsart som beskrevs av Masumoto och Utsunomiya 2003. Larhodius hashimi ingår i släktet Larhodius och familjen bladhorningar. Inga underarter finns listade i Catalogue of Life.